# Emakumeen Nafarroako Klasikoa 2021
La Emakumeen Nafarroako Klasikoa 2021 (en euskera: Clásica de Navarra Femenina 2021) fue la tercera edición de esta carrera ciclista femenina. Se realizó el 13 de mayo de 2021. Formó parte del Calendario UCI Femenino 2021 y la ganó la neerlandesa Annemie van Vleuten.

## Participantes
| translation for headoftableIII_translate index 58 not found (8)- Alé BTC Ljubljana - Team BikeExchange - Canyon-SRAM Racing - FDJ-Nouvelle Aquitaine-Futuroscope - Liv Racing - Movistar Team - SD Worx - Trek-Segafredo UCI Women's continental teams (6)- Ceratizit-WNT Pro Cycling - Cogeas-Mettler-Look Pro Cycling Team - Instafund Racing - Lviv Cycling Team - Macogep Tornatech Girondins de Bordeaux - Stade Rochelais Charente-Maritime Women Cycling Equipo femenino de ciclismo amateur- Vipeq Equipo regional y de club- World Cycling Centre Unknown team category (12)- A.R. Monex - BePink - Doltcini-Van Eyck Sport-Proximus - Eneicat-RBH Global-Martin Villa - Farto-BTC - Laboral Kutxa-Fundacion Euskadi - Massi Tactic - Rally - Río Miera-Cantabria Deporte - Sopela - Top Girls Fassa Bortolo - Valcar-Travel & Service |
| |

## Clasificación general
| \| Clasificación general \| Clasificación general \| Clasificación general \| Clasificación general \| Clasificación general \| \| Ciclista \| Ciclista \| Equipo \| Tiempo \| \| \| --------------------- \| ---------------------- \| ---------------------------------- \| --------------------- \| --------------------- \| \| 1.ª \| Annemiek van Vleuten \| Movistar Team \| 3 h 44 min 33 s \| \| \| 2.ª \| Demi Vollering \| SD Worx \| + 0 s \| \| \| 3.ª \| Elisa Longo Borghini \| Trek-Segafredo \| + 5 s \| \| \| 4.ª \| Ashleigh Moolman-Pasio \| SD Worx \| + 16 s \| \| \| 5.ª \| Marta Cavalli \| FDJ-Nouvelle Aquitaine-Futuroscope \| + 16 s \| \| \| 6.ª \| Mikayla Harvey \| Canyon-SRAM Racing \| + 16 s \| \| \| 7.ª \| Katrine Aalerud \| Movistar Team \| + 1 min 41 s \| \| \| 8.ª \| Pauliena Rooijakkers \| Liv Racing \| + 1 min 41 s \| \| \| 9.ª \| Ane Santesteban \| Team BikeExchange \| + 1 min 41 s \| \| \| 10.ª \| Ruth Winder \| Trek-Segafredo \| + 1 min 41 s \| \| |                        |                                    |                 |
| |                        |                                    |                 |
| Fuentes: ProCyclingStats Cycling Quotient |                        |                                    |                 |
| Clasificación general |                        |                                    |                 |
| Ciclista | Ciclista               | Equipo                             | Tiempo          |
| 1.ª | Annemiek van Vleuten   | Movistar Team                      | 3 h 44 min 33 s |
| 2.ª | Demi Vollering         | SD Worx                            | + 0 s           |
| 3.ª | Elisa Longo Borghini   | Trek-Segafredo                     | + 5 s           |
| 4.ª | Ashleigh Moolman-Pasio | SD Worx                            | + 16 s          |
| 5.ª | Marta Cavalli          | FDJ-Nouvelle Aquitaine-Futuroscope | + 16 s          |
| 6.ª | Mikayla Harvey         | Canyon-SRAM Racing                 | + 16 s          |
| 7.ª | Katrine Aalerud        | Movistar Team                      | + 1 min 41 s    |
| 8.ª | Pauliena Rooijakkers   | Liv Racing                         | + 1 min 41 s    |
| 9.ª | Ane Santesteban        | Team BikeExchange                  | + 1 min 41 s    |
| 10.ª | Ruth Winder            | Trek-Segafredo                     | + 1 min 41 s    |